# Elezioni parlamentari in Finlandia del 1991
Le elezioni parlamentari in Finlandia del 1991 si tennero il 17 marzo per il rinnovo dell'Eduskunta. Esse hanno visto la vittoria del Partito di Centro Finlandese di Esko Aho, che è divenuto Ministro capo.

## Risultati
| Liste                                | Voti      | %     | Seggi |
| ------------------------------------ | --------- | ----- | ----- |
| Partito di Centro Finlandese         | 676 717   | 24,83 | 55    |
| Partito Socialdemocratico Finlandese | 603 080   | 22,12 | 48    |
| Partito di Coalizione Nazionale      | 526 427   | 19,31 | 40    |
| Alleanza di Sinistra                 | 274 639   | 10,08 | 19    |
| Lega Verde                           | 185 894   | 6,82  | 10    |
| Partito Popolare Svedese             | 149 476   | 5,48  | 11    |
| Partito Rurale Finlandese            | 132 133   | 4,85  | 7     |
| Lega Cristiana Finlandese            | 83 185    | 3,05  | 8     |
| Partito Popolare Liberale            | 21 210    | 0,78  | 1     |
| Altri                                | 73 131    | 2,68  | 1     |
| Totale                               | 2 725 918 | 100   | 200   |